# Schloss Schönebeck (Bremen)

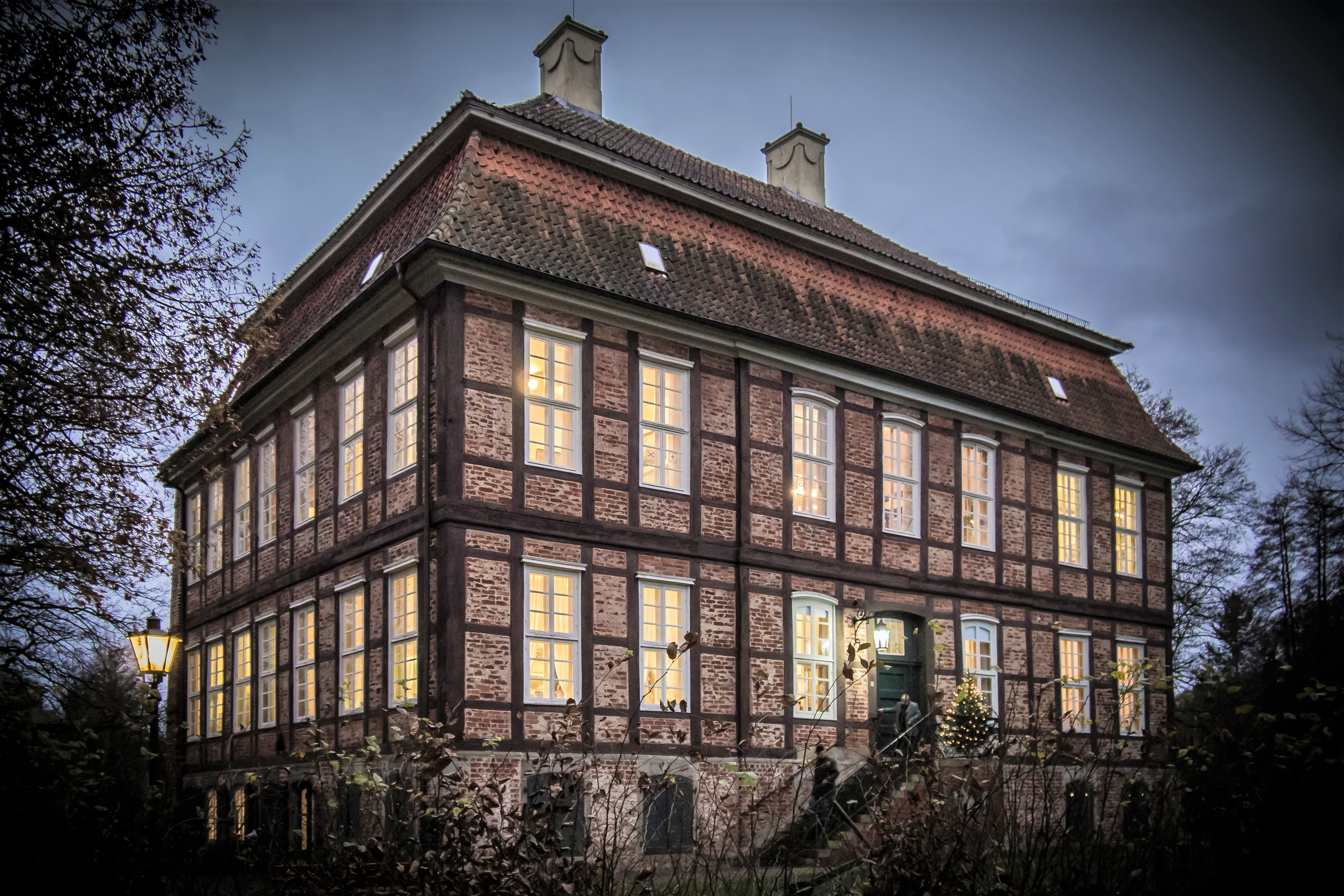
Südost- und Nordostfassaden mit dem ursprünglichen Fachwerk

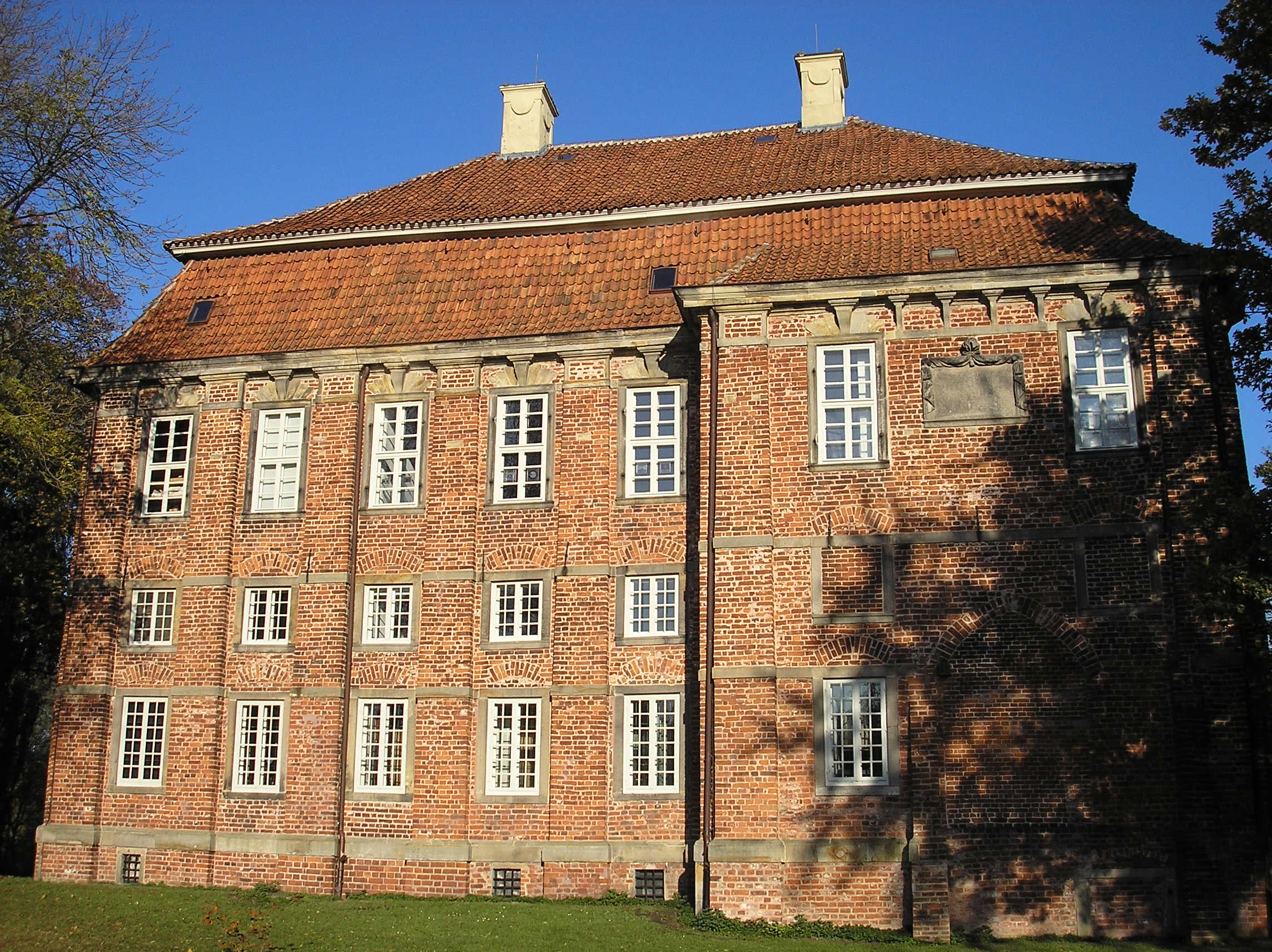
Südwestfassade, durch von der Borch 1705 erneuert

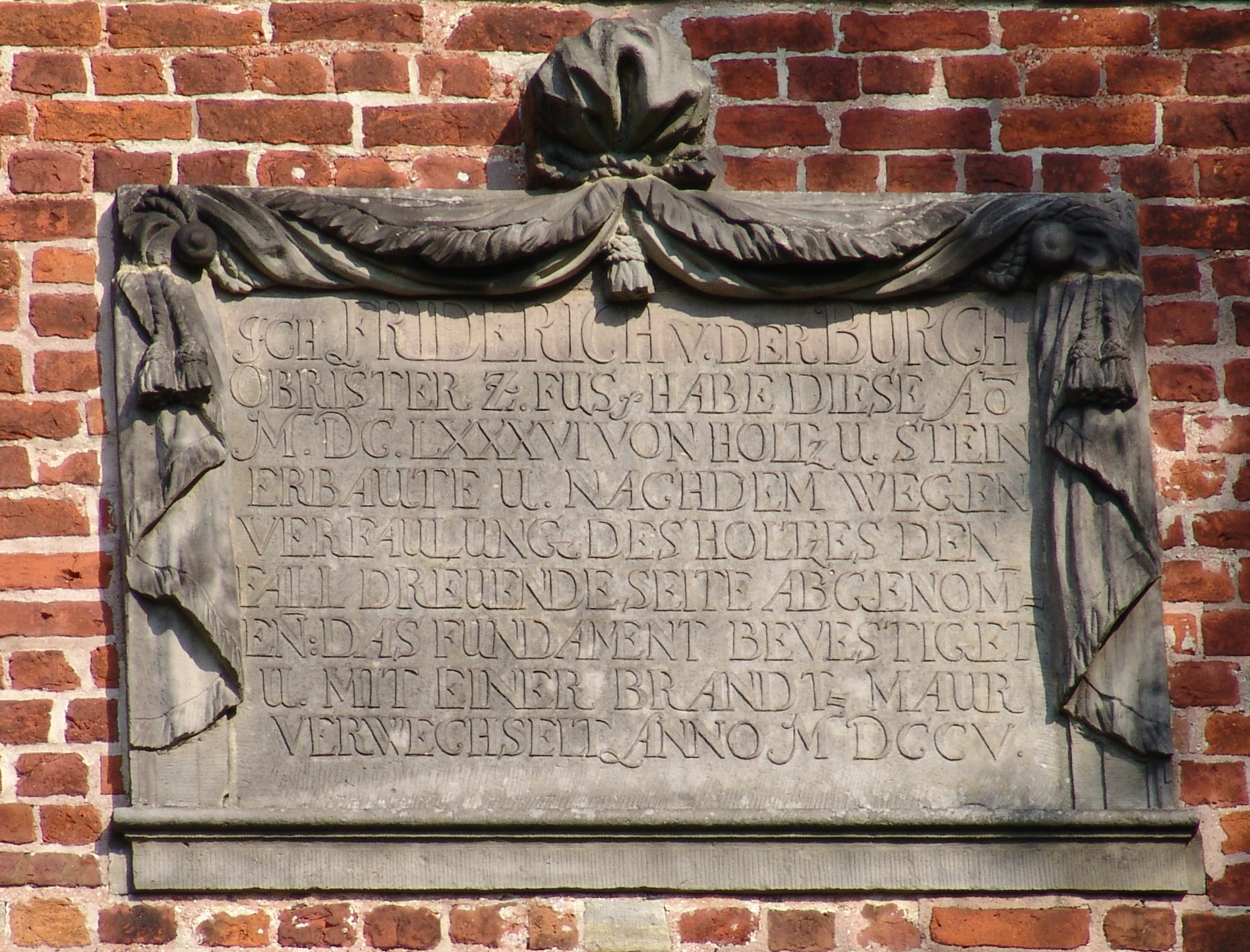
Steintafel mit der Inschrift zur Fassadenerneuerung

Schloss Schönebeck ist ein in norddeutschem Fachwerk erbautes Wasserschloss in Bremen-Vegesack, Ortsteil Schönebeck. Es liegt im Tal der Schönebecker Aue, einem über den Vegesacker Hafen in die Weser einmündenden Geestbach, der im Bereich des Schlosses zu einem Teich gestaut wurde.
Das Schloss ist heute Sitz des Heimatmuseums Schloss Schönebeck.

## Geschichte
Weder Entstehung noch Baubeginn des heutigen Schlosses Schönebeck sind restlos geklärt. Vermutlich hat es der Junker Franz Wilken von Schönebeck im 17. Jahrhundert errichten lassen. Mit dem Tod Wilkens im Jahre 1661 erlosch die Linie der Erbgesessenen zu Schönebeck.
1662 wurde das verschuldete Gut vom Freiherrn Jacob von Schlebusch gekauft, der 1675 verstarb.

1677 versuchte die Stadt Bremen, das Haus von der Witwe Anna Elisabeth von Schlebusch durch Kaufvertrag zu erwerben, was von der schwedischen Regierung, auf deren Hoheitsgebiet das Schloss mit seinen Besitzungen lag, verhindert wurde. Das Haus wurde 1682 vom Adeligen Friedrich von der Borch erworben, der 1705 die Südwestseite erneuern ließ. Er dokumentierte die Arbeit mit einer Steintafel an der neuen Fassade mit der Inschrift:

„ICH FRIEDRICH V. DER BORCH, OBRISTER Z. FUS, HABE DIESE MDCLXXXVI VON HOLTZ U. STEIN ERBAUTE U. NACHDEM WEGEN VERFAULUNG DES HOLTZES DEN FALL DREUENDE SEITE ABGE NOMMEN, DAS FUNDAMENT BE VESTIGT U. MIT EINER BRANDT MAUER VERWECHSELT ANNO MDCCV“

Die Freitreppe des Schlosses ziert ein barockes Allianzwappen, das dem hannoverschen Generalmajor Ernst August Friedrich von der Borch (1695–1752), eines Enkels von Friedrich von der Borch, und Henriette Charlotte Christiane Freiin von Friesen (1709–1772) zuzuordnen ist. Beide haben 1726 geheiratet.
Nachdem das Schloss jahrzehntelang nicht mehr von der Familie von der Borch genutzt worden war und zu verfallen drohte, erwarb es 1952 die Stadt Bremen. Das Gebäude wurde in der Folgezeit restauriert und dem 1911 gegründeten Museumsverein für Vegesack zur Nutzung übergeben.

## Heutige Nutzung

### Heimatmuseum Schloss Schönebeck

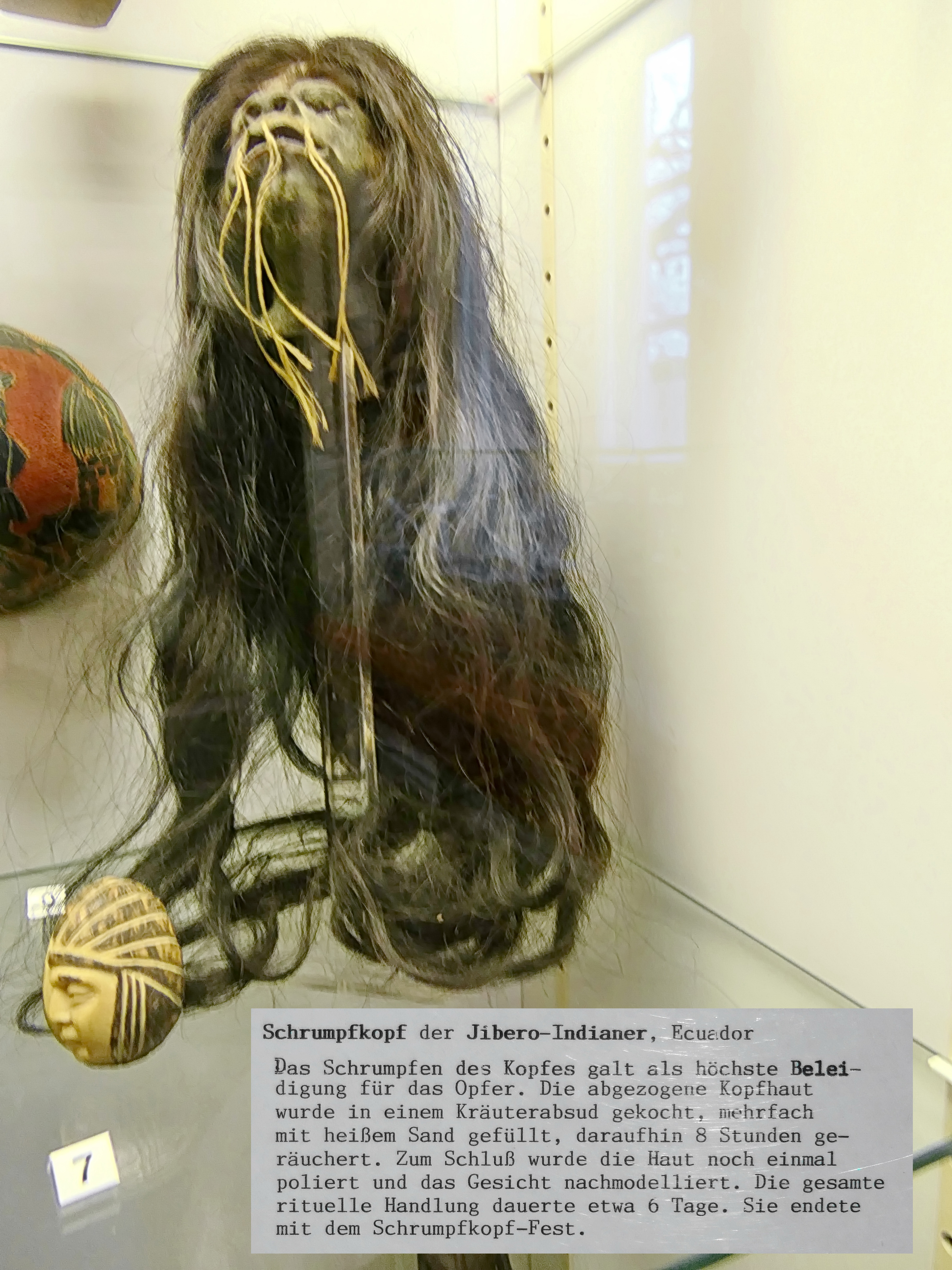
Schrumpfkopf aus Ecuador in der Dauerausstellung (2017). Der Kopf wurde im Februar 2018 gestohlen.

Seit 1972 ist das Schloss als Heimatmuseum für Vegesack und Umgebung der Öffentlichkeit zugänglich. Hier ist auch die Heimstatt des Archivs mit seiner umfangreichen wissenschaftlichen Bibliothek des 1911 von Diedrich Steilen, Johann Friedrich Rohr, Bernhard Ahlers und Anderen gegründeten Heimat- und Museumsvereins für Vegesack und Umgebung (früher Heimatverein für Vegesack, Kreis Blumenthal und Umgegend), der alleine 672 gespendete Ausstellungsstücke im Jahr seiner Gründung sammelte. Das Museum wurde von Steilen geleitet. Museum und Museumsverein waren 1911 im Havenhaus in Vegesack ansässig, ab 1926 im Suhrhaus in der Rohrstraße und von 1935 bis 1972 im Logenhaus in der Weserstraße.
Besondere Ausstellungen behandeln die Themen der Geschichte der ehemaligen Hafenstadt Vegesack, Segelschifffahrt, der Dampfschifffahrt, der Heringslogger, Walfang, der Anfänge der Seenotrettung sowie die Reisen des in Vegesack geborenen Afrikaforschers Gerhard Rohlfs. Ausgestellt werden auch Sammelstücke aus der ehemaligen Steingutfabrik Witteburg. Außerdem werden regelmäßig Sonderausstellungen veranstaltet; so wurde zum Beispiel in der Weihnachtszeit 2015 eine Krippenausstellung aus dem Bremer Dom gezeigt.

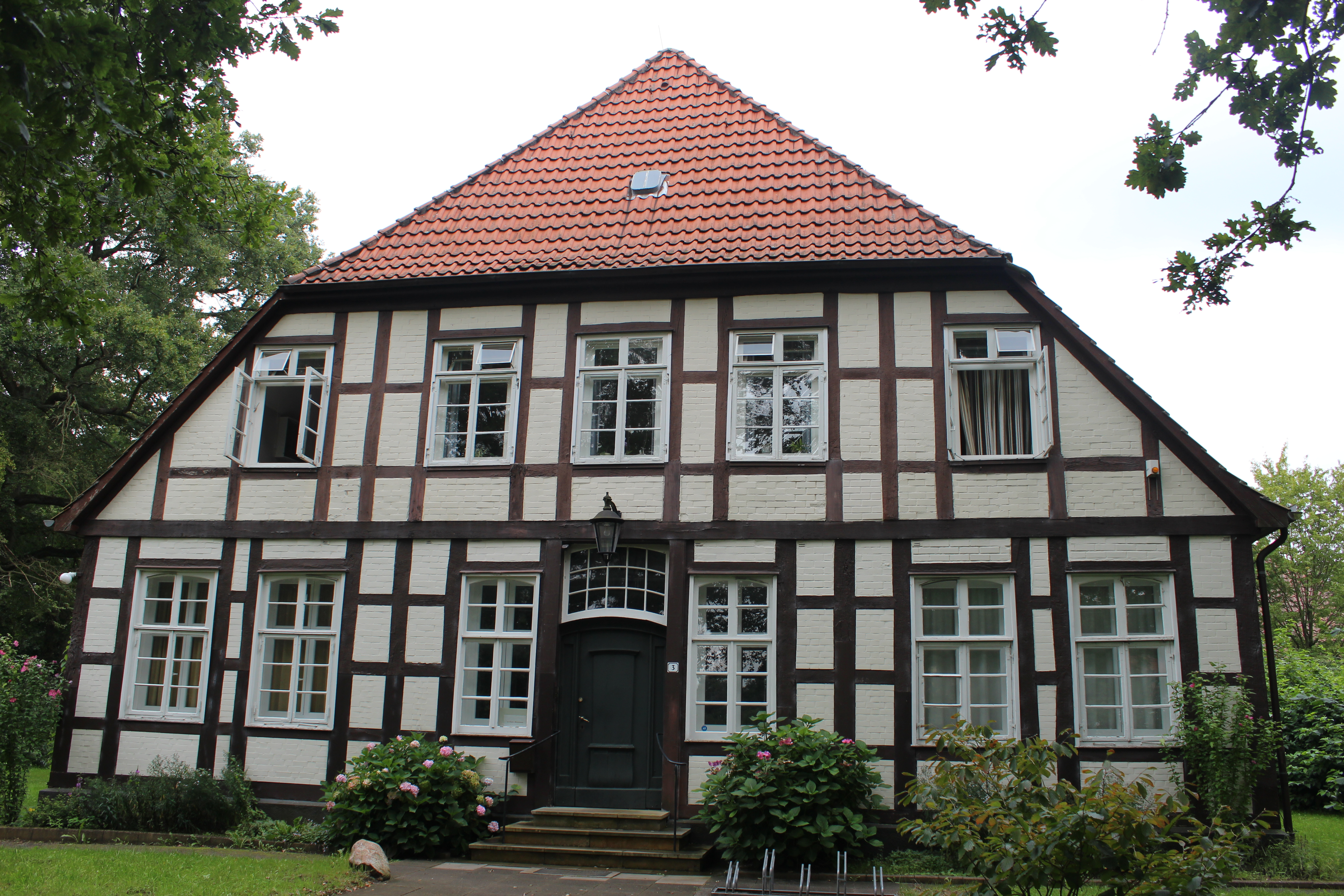
Administratorenhaus von 1780

### Veranstaltungen
Darüber hinaus wird das Schloss für Konzerte und andere Veranstaltungen genutzt.
Seit Ende 2011 werden im Heimatmuseum Schloss Schönebeck standesamtliche Trauungen durchgeführt; als Trauzimmer dient der Schifffahrtssaal.
In seiner unmittelbaren Umgebung befinden sich das Verwalterhaus des Schlosses, ein 1780 erbautes klassizistisches Fachwerkgebäude, sowie die Schlosskate, die in den 1980er Jahren unter Verwendung historischer Bauelemente, insbesondere des Fachwerks, hier neu aufgebaut wurde.
Am Übergang des Schlossteiches zur Schönebecker Aue stand einst eine Wassermühle.

## Denkmalschutz
1973 wurden der Bereich um das Schloss und das Administratorenhaus, einschließlich Schlossgraben, als Gesamtanlage und die beiden Gebäude als Einzeldenkmale unter Denkmalschutz gestellt.